# Klaudie Chorvatská
Klaudie Chorvatská (chorvatsky Klaudija (hrvatska kraljevna), * polovina 11. století – konec 11. nebo počátek 12. století), byla chorvatská královská princezna.

## Život
Narodila se jako dcera chorvatského krále Dmitrije Zvonimíra († 1089) a Heleny Spanilé († kolem roku 1091), královny z uherského panovnického rodu Arpádovců. Mezi její příbuzné z matčiny strany tak patřili uherští králové Ladislav I. i Gejza I., a jejím dědečkem byl král Béla I.
Kolem roku 1080 se vdala za karinského župana Vinihu z rodu Lapčanských.
Klaudie měla mladšího bratra Radovana, který však zemřel kolem roku 1083, tedy ještě za života svého otce.